# Canberra International Tennis 2017
Il Canberra International Tennis 2017 è stato un torneo maschile e femminile di tennis professionistico. È la 3ª edizione del torneo maschile, facente parte della categoria Challenger 125 nell'ambito dell'ATP Challenger Tour 2017, con un montepremi di 75000 $. È la 3ª edizione del torneo femminile, facente parte della categoria ITF Women's Circuit nell'ambito del ITF Women's Circuit 2017, con un montepremi di 60000 $. Si è giocato dal 30 ottobre al 5 novembre sui campi in cemento del Canberra Tennis Centre di Canberra, in Australia.

## Singolare maschile

### Teste di serie
| Nazionalità | Giocatore        | Ranking* | Testa di serie |
| ----------- | ---------------- | -------- | -------------- |
| Australia   | Jordan Thompson  | 77       | 1              |
| Giappone    | Tarō Daniel      | 104      | 2              |
| Australia   | Matthew Ebden    | 120      | 3              |
| Stati Uniti | Mitchell Krueger | 184      | 4              |
| Stati Uniti | Evan King        | 209      | 5              |
| Stati Uniti | Noah Rubin       | 214      | 6              |
| Australia   | John Millman     | 218      | 7              |
| Australia   | Omar Jasika      | 245      | 8              |

* Ranking al 23 ottobre 2017.

### Altri partecipanti
I seguenti giocatori hanno ricevuto una wild card per il tabellone principale:
- Blake Ellis
- Jacob Grills
- Benard Bruno Nkomba

I seguenti giocatori sono passati dalle qualificazioni:
- Matthew Barton
- Gavin van Peperzeel
- Dane Propoggia
- Calum Puttergill

Il seguente giocatore è entrato in tabellone usando il Protected ranking:
- Andrew Harris

Il seguente giocatore è entrato in tabellone come special exempt:
- Jason Kubler

Il seguente giocatore è entrato in tabellone come alternate:
- Omar Jasika

Il seguente giocatore è entrato in tabellone come lucky losers:
- Benjamin Mitchell
- Christopher O'Connell

## Singolare femminile

### Teste di serie
| Nazionalità | Giocatrice       | Ranking* | Testa di serie |
| ----------- | ---------------- | -------- | -------------- |
| Australia   | Arina Rodionova  | 116      | 1              |
| Australia   | Lizette Cabrera  | 134      | 2              |
| Stati Uniti | Asia Muhammad    | 136      | 3              |
| Australia   | Destanee Aiava   | 164      | 4              |
| Slovenia    | Tamara Zidanšek  | 187      | 5              |
| Australia   | Olivia Rogowska  | 224      | 6              |
| Australia   | Isabelle Wallace | 281      | 7              |
| Giappone    | Erika Sema       | 294      | 8              |

* Ranking al 23 ottobre 2017.

### Altre partecipanti
Le seguenti giocatrici hanno ricevuto una wildcard per il tabellone principale:
- Alexandra Bozovic
- Belinda Woolcock

Le seguenti giocatrici sono passate dalle qualificazioni:
- Priscilla Hon
- Masa Jovanovic
- Kaylah McPhee
- Ramu Ueda

## Campioni

### Singolare maschile
Matthew Ebden ha sconfitto in finale  Tarō Daniel con il punteggio di 7–64, 6–4.

### Singolare femminile
Olivia Rogowska ha sconfitto in finale  Destanee Aiava con il punteggio di 6–1, 6–2.

### Doppio maschile
Alex Bolt /  Bradley Mousley hanno sconfitto in finale  Luke Saville /  Andrew Whittington con il punteggio di 6–3, 6–2.

### Doppio femminile
Asia Muhammad /  Arina Rodionova hanno sconfitto in finale  Jessica Moore /  Ellen Perez con il punteggio di 6–3, 6–4.